# 林林
林林（1910年—2011年8月4日），原名林仰山，笔名蒲剑，男，福建诏安人，中国作家、诗人、翻译家、书法家，中国书法家协会原副主席，中国人民对外友好协会原副会长，第五、六、七届全国政协委员。